# William Lava
William Lava   (Saint Paul, 18 de març de 1911 - Los Angeles, 20 de febrer de 1971) fou un compositor que va treballar per a la sèrie animada Looney Tunes de Warner Bros. des de 1962, reemplaçant a Milt Franklyn. La música de Lava era diferent a la de Milt Franklyn i Carl Stalling ja que generava un ambient de tensió, similar a la música de Hoyt Curtin, qui treballava per Hanna-Barbera.
Lava va haver d'enfrontar un gran problema quan va començar a treballar per a Warner. L'estudi havia dissolt la seva orquestra i l'animació va estar en mans de DePatie–Freleng Enterprises. Sense un gran pressupost per crear la seva música, Lava va haver de treballar amb una petita banda. A més, va haver de repetir diverses vegades les mateixes cançons en diversos dibuixos animats, com els de El Coiot i el Correcamins entre 1965 i 1966. A causa que Lava no treballava directament amb l'animació, gran part de la seva música no seguia l'acció que es veia en el dibuix animat.
És particularment famosa la seva intervenció a la sèrie televisiva El Zorro (1957–1959) on, amb excepció del tema principal, el compositor va escriure un tema musical diferent per a cadascun dels personatges principals del programa, la qual cosa creava un clima únic. Lava també va compondre i cantar el tema de la sèrie de televisió western Cheyenne i va compondre el tema original de Gunsmoke.
Lava es declarava anticomunista i es va fer conegut per la seva ferma oposició a la Revolució cubana. Va parlar a favor de l'acció militar directa contra el règim de Castro i va continuar protestant d'aquesta manera des de 1959 fins a la seva mort.